# Macrocera tyrrhenica
Macrocera tyrrhenica är en tvåvingeart som beskrevs av Edwards 1928. Macrocera tyrrhenica ingår i släktet Macrocera och familjen platthornsmyggor. Inga underarter finns listade i Catalogue of Life.